# Gonsenheimer Carneval-Verein
Der Gonsenheimer Carneval-Verein „Schnorreswackler“ 1892 e. V. (GCV) ist der zweitälteste und größte Fastnachtsverein des Mainzer Stadtteils Gonsenheim.

Der Verein ist zusammen mit dem Mainzer Carneval-Verein, dem Mainzer Carneval-Club und dem Karneval-Club Kastel Träger der Fernsehsitzung Mainz bleibt Mainz, die im jährlichen Wechsel von ZDF und ARD ausgestrahlt wird und ein Millionenpublikum im deutschsprachigen Raum erreicht.

## Verein (Aktuelle Darstellung und Positionierung)
Der ursprüngliche Gründungsname lautete „Spar- und Karnevalsverein Schnorreswackler“. Der Name „Schnorreswackler“ rührt daher, dass die Gründungsväter im Jahre 1892 – allesamt in wilhelminischer Tradition – Schnurrbärte (im Mainzer Dialekt: Schnorres) trugen, die im Eifer des Gefechtes auch außerhalb der Kampagne beim Lachen durchaus heftig in Bewegung geraten konnten.
Der GCV hatte 2011 ca. 800 Mitglieder und rund 120 Aktive. Der Verein ist nicht nur Veranstalter von Sitzungen und Bällen, sondern auch Teilnehmer bei der Straßenfastnacht in der Landeshauptstadt Mainz, so etwa beim Mainzer Rosenmontagszug oder der Kappenfahrt am Fastnachtsdienstag. Der Verein ist zusammen mit dem Mainzer Carneval-Verein, dem Mainzer Carneval-Club und dem Karneval-Club Kastel auch Träger der Fernsehsitzung „Mainz bleibt Mainz“, die im jährlichen Wechsel von ZDF und ARD ausgestrahlt wird und ein Millionenpublikum im deutschsprachigen Raum erreicht.
Da der GCV keine eigene Garde hat, kooperiert der Verein mit der 1953 gegründeten Füsilier-Garde Gonsenheim im Rahmen einer Närrischen Achse. Die über 700 Mitglieder umfassende Garde (die größte eigenständige Garde in Mainz) weist alles auf, was zur Mainzer Saal- und Straßenfastnacht aufgeboten werden kann: Offiziers- und Amazonencorps, ein moderner Musikzug, großes Reitercorps, Fahnen- und Majorettencorps, Kadettencorps, eine Ehrenlegion sowie Gardeballett und Kinderballett.

## Veranstaltungen (Aktivitäten bei Saal- und Straßenfastnacht)
Beim GCV wird am 11.11. mit den „Gonsenheimer Kammerspielen“ in zwei Veranstaltungen schon einmal der Vorhang gelüftet, um in einer fantasievollen Rahmenhandlung zu zeigen und zu testen, was die bevorstehende Kampagne bringen könnte. Die startet dann, je nach Terminlage, kurz nach Neujahr mit einer oder zwei Sitzungen im kurfürstlichen Schloss in Mainz. Weitere sechs oder sieben Sitzungen steigen dann in der großen Turnhalle der Turngemeinde 1861 Gonsenheim.
Seit 2011 hat der Verein nach fast 20-jähriger Unterbrechung die Tradition einer Gemeinschaftssitzung mit dem KCK in der Rheingoldhalle in Mainz wieder aufleben lassen. Bei der Fernsehsitzung ist der GCV am Freitag vor Fastnacht mit Aktiven auf und hinter der Bühne dabei. Am Fastnachtssamstag veranstaltet der GCV einen großen Maskenball (seit 2013 „DER BALL - Nacht der Narren“) in allen Räumen der Turnhalle in Gonsenheim. Mit einem Kindermaskenfest wird mitten in der Kampagne der Nachwuchs angesprochen.
Die 2011 eingeführte Stehung, die seitdem am Donnerstag vor Altweiberdonnerstag stattfindet, ist ein weiterer Höhepunkt der Gonsenheimer Saalfastnacht. Mit ihrem überwiegend musikalisch ausgerichteten Programm spricht sie eher die jüngeren Narren an. Stehen (und Tanzen) ist Programm. Auf der Bühne spielen und singen Mainzer Fastnachtsaktive aus verschiedenen Vereinen sowie fastnachtstaugliche Bands aus den verschiedensten Musikrichtungen.
Bei der Straßenfastnacht in der Landeshauptstadt Mainz nimmt der GCV mit vier großen Zugwagen und einem Motivwagen teil, stets begleitet von hunderten Uniformierten der Füsilier-Garde Gonsenheim. Für den Gardeumzug oder den Mainzer Jugendmaskenzug entsendet der GCV Abordnungen.

### Galerie

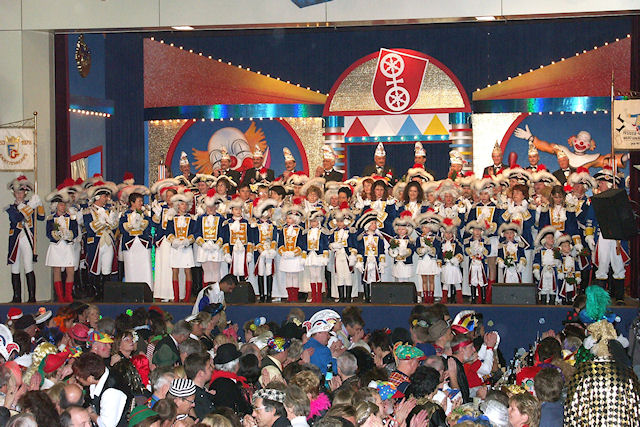
GCV-Sitzung
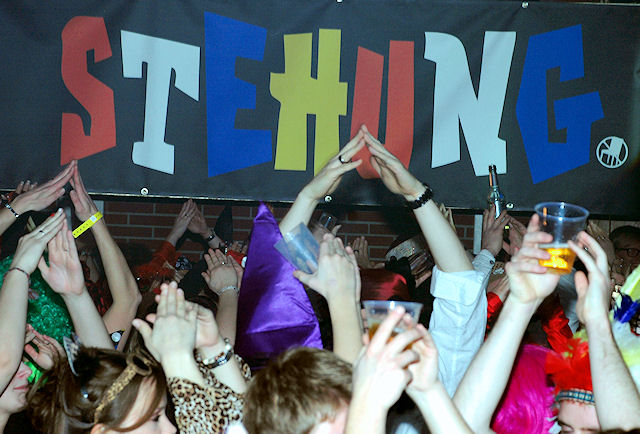
GCV-Stehung
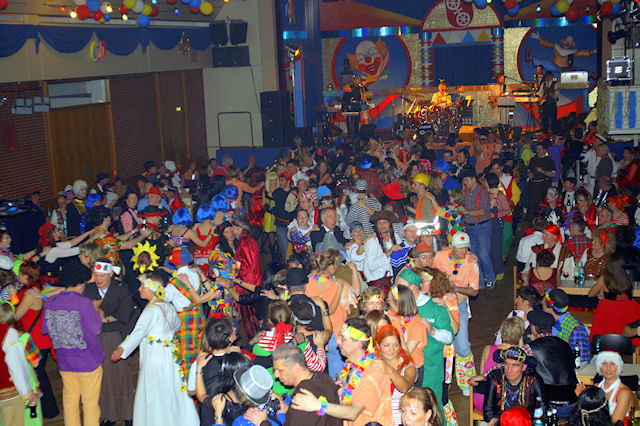
GCV-Maskenball
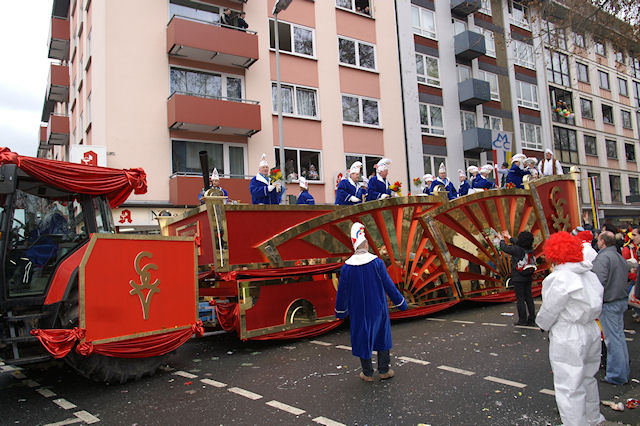
GCV-Rosenmontagszug

## Geschichte
Wann genau die ersten Schnorreswackler beisammensaßen und ihren Blödsinn trieben, weiß keiner mehr so genau. Tatsache ist jedoch, dass sie ab 1892 offiziell als „Spar- und Karnevalverein Schnorreswackler“ in die Öffentlichkeit traten. Ihr Stammlokal war beim „Xaver“ (Becker) in der Gonsenheimer Grabenstraße. Die Gründungsversammlung fand im Haus des Wagnermeisters Heinrich Amman in der Grabenstraße 46 statt.

Die Handvoll fastnachtserprobter, unternehmungslustiger Gründer waren: Jakob Franz Amman, Paul Amman, Franz August Becker, Franz Xaver Becker, Franz Josef Gahr, Franz Gebhardt, Karl Gebhardt, Joseph Kloos, Jakob Willigis Ludwig, Franz Georg Oehl, Eduard Rathgeber, Anton Schwam und Franz Wohn. Franz Hoffmann war der erste Präsident.
Gesangliche Darbietungen standen beim GCV schon immer hoch im Kurs. So gab es schon in den frühen Jahren wechselnde Gesangsgruppen, die das Orts- und Weltgeschehen närrisch glossierten. Man parodierte dabei auch Operettenszenen und legte auf groteske Komik großen Wert.
Und schon in den frühen Jahren muss das Interesse an den Schnorreswackler – Sitzungen groß gewesen sein: Bald spürte man, dass der Saal im Vereinslokal „Xaver“ zu klein war. So erfolgte im Jahr 1909 der Tapetenwechsel in das Gasthaus „Zum Löwen“, später in die „Brauerei“.
Während des Ersten Weltkriegs und in der Inflationszeit (1923 bis 1925) trat auch in Gonsenheim die Fastnacht in den Hintergrund. Dass der Verein überlebte, beweist, dass sich schon in den 20er Jahren eine Tradition gebildet hatte, die man einfach fortführen wollte. Die Aktiven des CV „Schnorreswackler“ waren wohl schon damals über die närrische Zeit hinaus freundschaftlich verbunden. Man feierte gemeinsam die Feste, wie sie fielen und verbrachte mit Herrenpartien, Stammtischen und Gesellschaftsabenden die wenige Freizeit gemeinsam. Schließlich war Gonsenheim noch eine überschaubare und selbstständige Gemeinde und auch das Fastnachtstreiben in Gonsenheim hatte nur örtliche Bedeutung.
Auch in der Zwischenkriegszeit wuchs der Verein und wohl auch die Zahl der Sitzungsbesucher und so wurde 1931 die Turnhalle an der Breiten Straße zur Narrhalla. Ab 1931 nannte man sich, mit Blick auf den gewichtigen Mainzer Carneval-Verein (MCV), nur noch Gonsenheimer Carneval-Verein oder GCV. Der Schnorres schien zunächst mal „out“. Stand die Fastnacht in den zwanziger Jahren noch unter französischer Zensur, so wurden in den Dreißigern politische Äußerungen zunehmend unmöglich. Mit Kriegsbeginn wurden auch beim GCV alle Aktivitäten eingestellt. Noch bevor 1947 der GCV wieder in Erscheinung trat, fand sich eine Gruppe zusammen, die die weitere Entwicklung des Vereins beeinflussen sollte und dafür sorgte, dass GCV-Fastnacht keine rein örtliche Angelegenheit mehr blieb: Die „Gonsbachlerchen“.
Die Mainzer Garden schmücken nicht nur den Rosenmontagszug, sie werden auch bei jeder Sitzung gebraucht um den Einzug des Komitees zu eskortieren. So ließ sich das GCV-Komitee bis 1953 regelmäßig von einer Abordnung der ältesten Mainzer Garde, der Mainzer Ranzengarde, eskortieren. Anfang 1953 kam die Idee auf, eine eigene Gonsenheimer Garde zu gründen. Als die Namensfindung abgeschlossen, eine Satzung vorbereitet und der Uniformentwurf fertig waren, konnte am 20. März 1953 die Gründungsversammlung stattfinden. Beim Studium der Geschichte war man auf das Hessen-Kasseler Füsilier-Regiment Nr. 80 gestoßen, das 1689 Mainz belagert hatte um die Franzosen zu vertreiben. Die Füsiliere hatten damals ihren Angriff gegen das Fort Hartenberg vom Gonsbachtal her vorgetragen. Noch 1953 wurden die ersten Aktiven für die Garde gewonnen und auch gleich eingekleidet und am 23. Januar 1954 begleiteten 19 stolze Füsiliere in ihren Uniformen unter den Klängen des Narrhallamarsches das GCV Komitee auf die Bühne. Im Jahre 1955 schlossen sich der Gonsenheimer Carneval-Verein, die Gonsbachlerchen und junge Füsiliergarde zur „närrischen Achse“ zusammen.
1964 gelang es, eine zweite Gesangsgruppe aufzubauen. 12 Sänger fanden sich zusammen und traten als „Schnorreswackler“ in der Kampagne 1965 erstmals in die Öffentlichkeit. Die Schnorreswackler haben es stets verstanden, herausragende musikalische Leiter zu engagieren und auch junge Nachwuchssänger zu integrieren, sodass sich das gesangliche Niveau der Gruppe auf einem hohen Niveau bewegt und die Schnorreswackler auch heute – nach fast 50 Jahren – noch eine ganz junge Truppe sind. Pünktlich zur Jahrtausendwende fand auch bei den Schnorreswacklern ein Generationswechsel statt. Die Gewinnung ausgebildeter Sänger und die neue, professionelle musikalische Leitung führten zur Symbiose aus traditioneller Fastnacht und Geselligkeit sowie ausgefallenen Bühnenshows und perfektem Gesang. Anfang der siebziger Jahre ging ein lang gehegter Wunsch des GCV in Erfüllung: Ein eigenes Haus für Geschäftsstelle, Beratungsräume für Vorstands- und Ausschusssitzungen, ein Haus als Treffpunkt, für die Vereinsarbeit, aber auch zum Feiern. Und als in der Gerhart-Hauptmann-Straße eine alte Villa zum Verkauf stand, schlug man im April 1971 zu.
Auch eine Halle für die Zugwagen, die bis dahin während des Jahres beim MCV untergestellt werden konnten, war ein Wunsch des Vereins. Zwar wurde die alte Tugend aus den Gründerjahren als Sparverein wiederbelebt und Mark zu Mark gelegt, aber trotz Fernseheinnahmen, guter Finanzwirtschaft und vieler Spenden war es nicht leicht, den Hallenplan in den achtziger Jahren zu verwirklichen. Ein Grundstück am Hemel wurde erworben, die Umlegung und Erschließung abgewartet. Sofort danach ging es zügig los. Aufgrund der Fertigbauweise der Halle konnte an Eigeninitiative in großem Umfang nicht gedacht werden. Die Finanzierung der Halle ließ sich aber trotz des Ausfalls der Kampagne 1991 aufgrund des Zweiten Golfkriegs schneller realisieren als gedacht und so ist neben der Halle auch noch ein Vereinshaus mit einem Saal entstanden, der z. B. auch die Hauptversammlung aufnehmen kann.
Was beim Ballett selbstverständlich erscheint, dass stets junge Damen sich tanzend auf der Bühne einen festen Platz gesichert haben, gilt nicht zwangsläufig auch für die anderen Aktiven auf der Bühne. Beim GCV gab es jedoch auch hier in den neunziger Jahren einen Generationswechsel, der sich im Jahrzehnt zuvor schon angedeutet hatte. Nachdem 1991 die „Fassenacht im Saal und uff der Gass“ abgesagt worden war, konnte der GCV 1992 sein 100-jähriges Bestehen feiern. In den Folgejahren gelang es dem Verein, neben den bewährten, und seit Jahren bekannten Rednern, Sängern und Gruppen neue Talente aus den eigenen Reihen aufzubauen oder an den Verein heranzuführen. Als zweite Gesangsgruppe neben den Schnorreswacklern traten seit 1998 sechs junge Männer unter dem Namen „Aca & Pella“ unter der musikalischen Leitung von Tobias Mann erfolgreich beim GCV auf. Und noch etwas hat sich in den letzten Jahren verändert, was vielleicht kaum einem Sitzungsbesucher (bewusst) aufgefallen ist: die Bütt, eigentlich das klassische närrische Rednerpult, wird in Gonsenheim nur noch vom Protokoller benutzt.

### Galerie

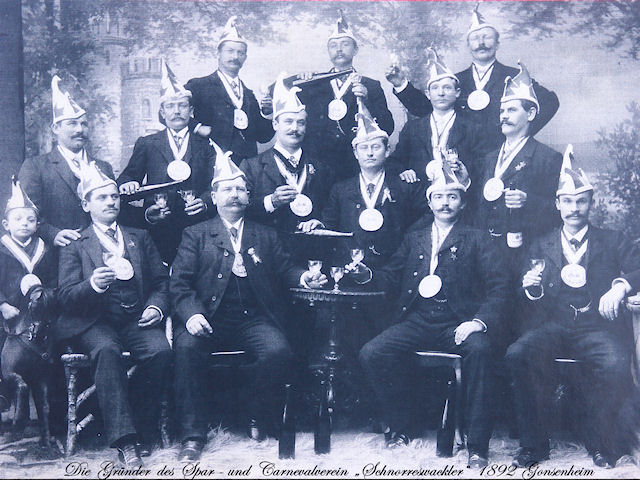
Gründung - 1892
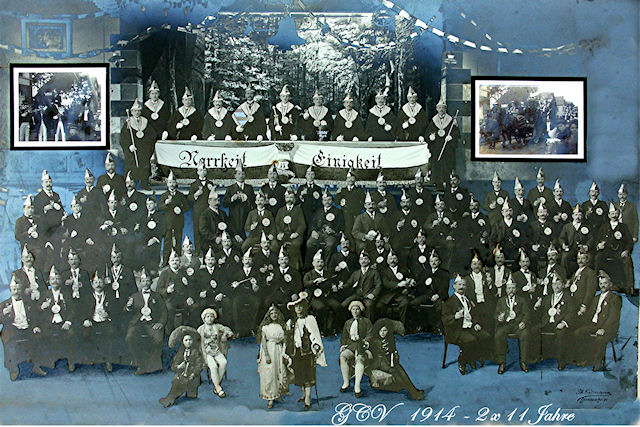
GCV - 1914
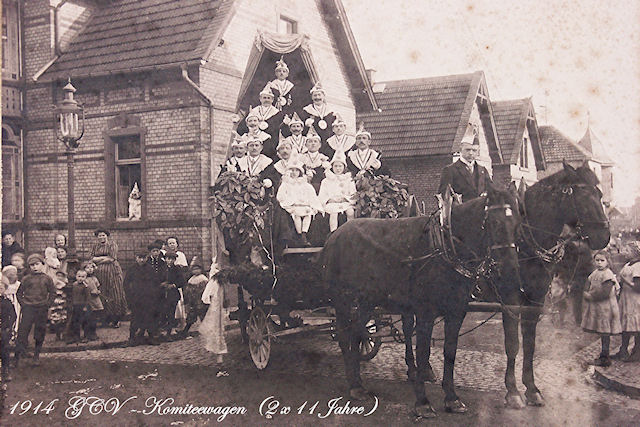
GCV - 1914
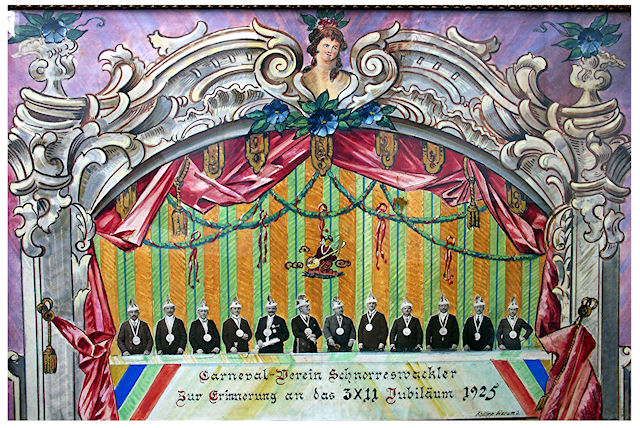
GCV - 1925
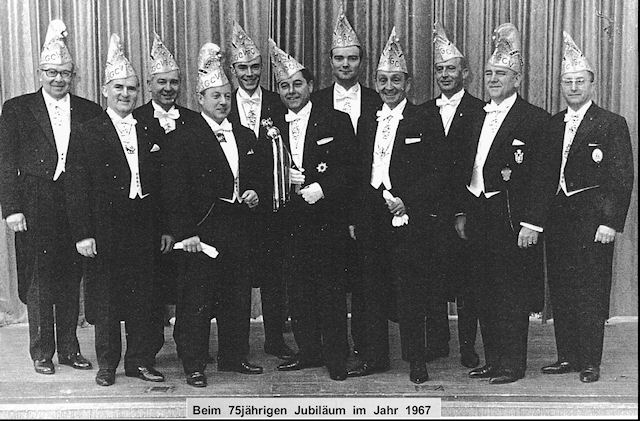
GCV - 1967
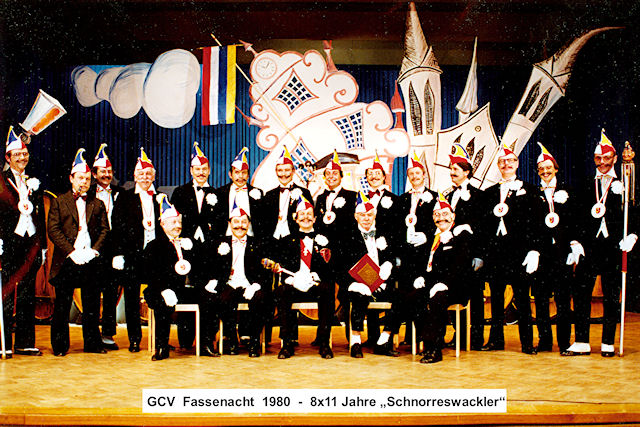
GCV - 1980
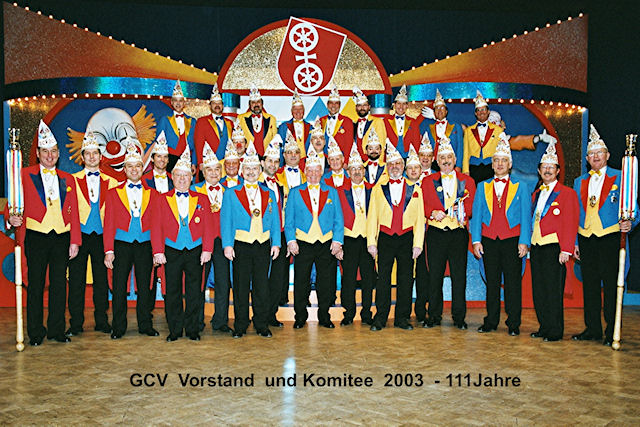
GCV - 2003

## Der GCV und „Mainz bleibt Mainz“ (Fernsehsitzung)

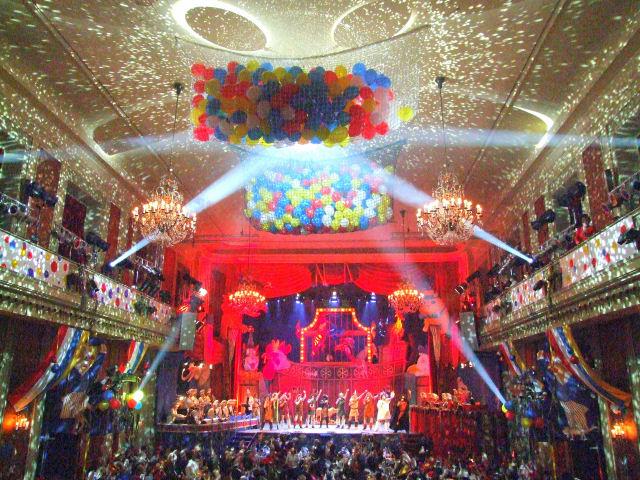
Mainz bleibt Mainz - 2008

Seit 1954 waren die Gonsbachlerchen, allerdings beim Mainzer Carneval-Verein, fester Bestandteil der Gemeinschaftssitzung Mainz wie es singt und lacht bei der ARD. Nach der Gründung des ZDF wollte auch dieser Sender eine Fastnachtsitzung übertragen und als die Gonsbachlerchen vor der Kampagne 1968 den MCV verließen, weil 23 Sitzungen kaum noch zu verkraften waren, kam die Wende und der Einstieg: Das ZDF verpflichtete den GCV und damit die Lerchen als dessen Aktive zur Fernsehfastnacht im Zweiten. Ein paar Jahre lang gab es dann zwei mehrstündige Sitzungen beider Sendeanstalten. Dann jedoch musste man einsehen, dass die Substanz dafür nicht reichte. ZDF und ARD fassten MCV, MCC, KCK und GCV zusammen und übertragen bis heute die Gemeinschaftssitzung abwechselnd unter dem Namen Mainz bleibt Mainz, wie es singt und lacht. Somit ist der GCV schon über 50 Jahre am Bildschirm dabei. Neben den Lerchen stellten die Gonsenheimer stets Vorträge, Solisten und auch die Schnorreswackler zur Verfügung. Der Stadtteil Gonsenheim ist dadurch bundesweit bekannt geworden.

## Präsidenten
| von  | bis  | Name                       |
| ---- | ---- | -------------------------- |
| 1892 | 1895 | Franz Hoffmann             |
| 1895 | 1898 | Franz Gebhardt             |
| 1898 | 1901 | Adolf Becker               |
| 1901 | 1902 | Franz Georg Oehl           |
| 1902 | 1906 | Adam Robert Spengler       |
| 1906 | 1907 | Philipp Werum              |
| 1907 | 1914 | Philipp Secker             |
| 1915 | 1922 | - keine Vereinstätigkeit - |
| 1922 | 1922 | Franz Georg Oehl           |
| 1923 | 1924 | - keine Vereinstätigkeit - |
| 1924 | 1926 | Franz Georg Oehl           |

| von  | bis   | Name                       |
| ---- | ----- | -------------------------- |
| 1926 | 1939  | Jean Seib                  |
| 1939 | 1947  | - keine Vereinstätigkeit - |
| 1947 | 1950  | Franz Lenert               |
| 1950 | 1952  | Jupp Ammann                |
| 1952 | 1953  | Hanns Pohle                |
| 1953 | 1961  | Ernst Kraushaar            |
| 1961 | 1972  | Julius Pietsch             |
| 1972 | 1982  | Hugo Schuth                |
| 1982 | 2001  | Karl-Heinz Steingötter     |
| 2001 | 2016  | Horst Ernerth              |
| 2016 | heute | Martin Krawietz            |

## Vorstand und Komitee (Darstellung der Aufgaben)
Der Vorstand des GCV besteht aus elf Personen, von denen zehn alle drei Jahre von der Mitgliederversammlung gewählt werden. Nur der Sitzungspräsident ist aufgrund seiner Aufgabe „geborenes“ Mitglied des Vorstandes. Der Vorstand setzt sich ansonsten aus dem Vereinspräsidenten, dem Geschäftsführer, dem Schatzmeister, dem Schriftführer und weiteren sechs Beisitzern zusammen, die alle für bestimmte Aufgabengebiete zuständig sind. Der Vorstand organisiert die fastnachtlichen Aktivitäten des GCVs, kümmert sich um die wirtschaftlichen Aspekte des gemeinnützigen Vereins, betreut die Mitglieder, beruft und ernennt Mitglieder des Komitees und des „Großen Rates“ und vertritt den Verein in der Öffentlichkeit.

Das Komitee, anderswo Elferrat genannt, setzt sich beim GCV überwiegend aus verdienten Aktiven des Vereins zusammen, von denen jeweils zehn zusammen mit dem Sitzungspräsidenten am Komiteetisch die Bühne schmücken und den Präsidenten bei der Leitung der Fastnachtssitzung unterstützen. Der GCV verfügt über rund 40 männliche Komiteemitglieder, die in wechselnder Besetzung ihren Dienst versehen und den Verein auch bei den Sitzungen anderer Vereine repräsentieren.